# روني كارلوس دا سيلفا
روني كارلوس دا سيلفا هو لاعب كرة قدم برازيلي، ولد في 25 فبراير 1983 في سيرتاوزينيو في البرازيل. لعب مع سي إف آر كلوج وشانغهاي غرينلاند شينهوا ونادي أمريكا ونادي باسوش دي فيريرا ونادي بيرا مار ونادي ريو أفي ونادي زيورخ ونادي غويزهو رينهي ونادي كريسيوما.

## وصلات خارجية
- روني كارلوس دا سيلفا على موقع قاعدة بيانات كرة القدم.إي يو (الإنجليزية)
- روني كارلوس دا سيلفا على موقع Soccerway.com (الإنجليزية)
- روني كارلوس دا سيلفا على موقع عالم كرة القدم.نت (الإنجليزية)
- روني كارلوس دا سيلفا على موقع AS.com (الإسبانية)